# Nordharz
Nordharz è un comune tedesco di 7 784 abitanti, situato nel land della Sassonia-Anhalt.

## Geografia antropica
Il territorio comunale di Nordharz è suddiviso in 8 frazioni:
- Abbenrode
- Danstedt
- Heudeber (con la località di Mulmke)
- Langeln
- Schmatzfeld
- Stapelburg
- Veckenstedt
- Wasserleben

Non esiste alcun centro abitato denominato «Nordharz»: si tratta pertanto di un comune sparso.